# Strobilanthes latibracteata
Strobilanthes latibracteata är en akantusväxtart som beskrevs av Imlay. Strobilanthes latibracteata ingår i släktet Strobilanthes och familjen akantusväxter. Inga underarter finns listade i Catalogue of Life.